# Patriarcado armênio de Jerusalém
O Patriarcado Armênio de Jerusalém também conhecido como Patriarcado Armênio de São Tiago (armênio: ռռռքելքելկովբենն յերուսսրբոցղեմ, AṙAK'Yelakan At'Voṙ Srboc 'Yakovbeanc' Yerusaġem, literalmente "Sé Apostólica de São Tiago em Jerusalém") está localizado no bairro armênio de Jerusalém. É uma jurisdição autônoma da Igreja Apostólica Armênia na Terra Santa. Esta sé patriarcal está em plena comunhão com o Patriarca Supremo de Echemiazim, a quem reconhece como a supremacia preeminente em todos os assuntos espirituais.
A Igreja Apostólica Armênia é oficialmente reconhecida sob o sistema confessional de Israel, pela autorregulação de questões de status, como casamento e divórcio.
Durante a Primeira Guerra Mundial, os sobreviventes do genocídio armênio receberam abrigo no Convento Armênio em Jerusalém. A população armênia de Jerusalém atingiu naquela época 25.000 pessoas. Mas a instabilidade política e econômica na região reduziu a população armênia. A maioria dos armênios em Jerusalém vive dentro e ao redor do Patriarcado no Mosteiro de São Tiago, que ocupa a maior parte do Bairro Armênio da Cidade Velha. Além de Jerusalém, existem comunidades armênias em Jafa, Haifa e Nazaré, e nos Territórios Palestinos.
A comunidade armênia de Jerusalém usa o calendário juliano antigo, ao contrário do resto da Igreja Armênia que usa o calendário gregoriano.

## História

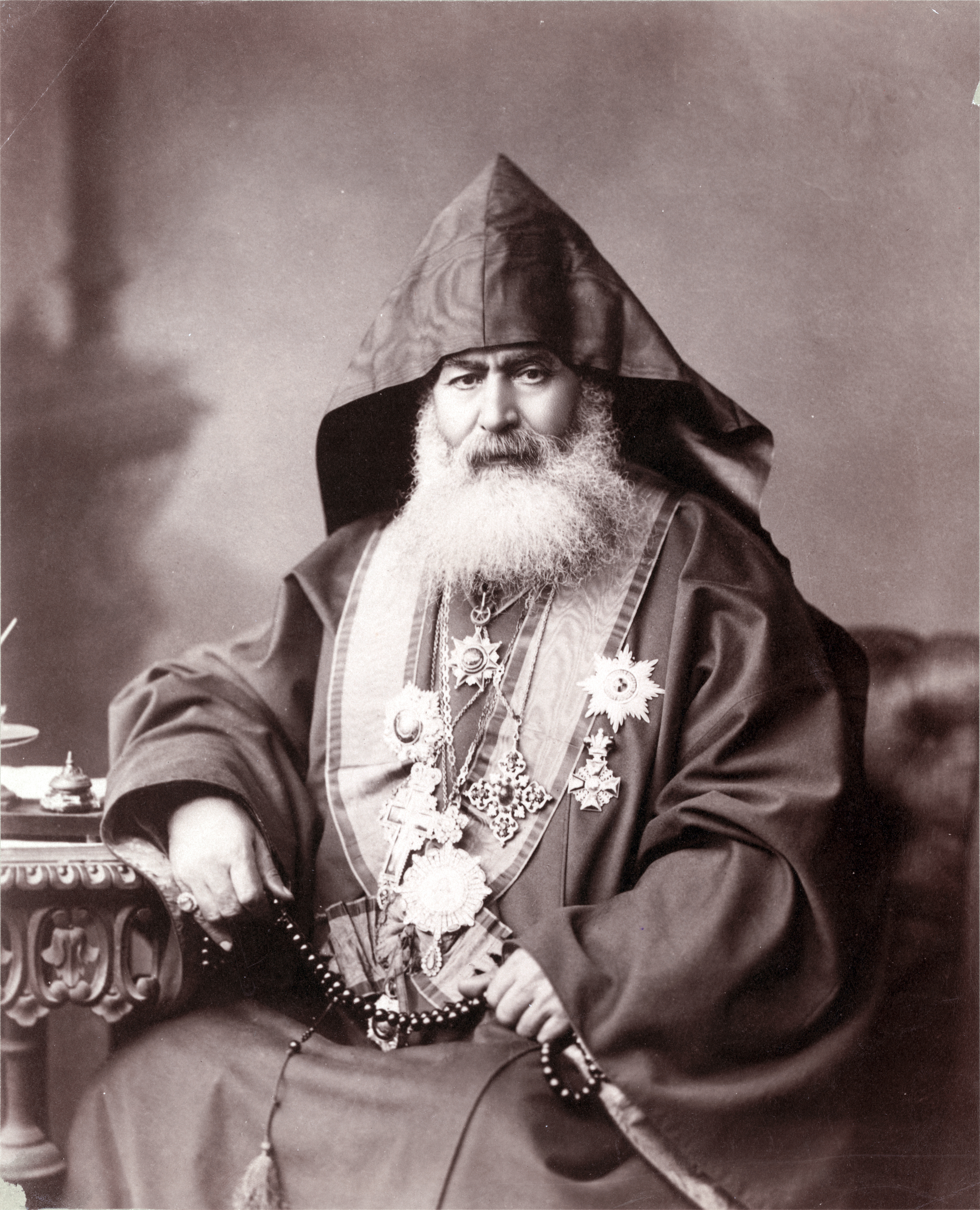
Harootiun Vehabedian, Patriarca Armênio de Jerusalém (1900).

Durante os primeiros séculos do Cristianismo, muitos monges armênios viveram no deserto da Palestina, enquanto muitos peregrinos armênios viajaram em caravanas para visitar os Lugares Santos a partir do século IV. No século VI, um grupo de cristãos de rito armênio se estabeleceu na Cidade de Jerusalém. A Jerusalém bizantina foi conquistada pelos exércitos árabes muçulmanos de Omar em 638. Quando o patriarca grego de Jerusalém, Sofrônio I, morreu naquele ano, os árabes não permitiram a eleição de um novo patriarca até 692. A proibição bizantina sobre a Igreja Armênia não-calcedoniana foi mudada pelos árabes, que lhes deram liberdade de culto. O califa omíada Omar I (592-644) concedeu por carta em 638 direitos e privilégios à Igreja Apostólica Armênia, que começou a nomear seus próprios bispos para as necessidades de seus próprios fiéis em Jerusalém, iniciando a série de bispos que com o tempo eles seriam chamados de Patriarcas Armênios de Jerusalém. Quando o rei armênio da Cilícia Oshin e o católico Constantino III de Cesareia forçaram os chefes das dioceses da Cilícia da Igreja Armênia a aceitar as decisões do Concílio de Sis (1307) sobre a adoção de mudanças dogmáticas e rituais para a união com Roma, o Patriarca Armênio de Jerusalém, Sargis, desejando preservar a pureza da doutrina da Igreja Armênia, adquiriu do Sultão do Egito uma Carta sobre a retirada de seu Trono da autoridade administrativa do Catolicato Armênio da Grande Casa da Cilícia em 1311, começando a conduzir seus assuntos de forma independente.

## Jurisdição
O Patriarcado goza de um status semi-diplomático e é um dos três maiores guardiões dos Lugares Santos Cristãos na Terra Santa (os outros dois são os Patriarcados Ortodoxo e Latino). Entre esses locais sob controle conjunto do Patriarcado Armênio e outras Igrejas, capelas e lugares sagrados estão:
- A Igreja do Santo Sepulcro na Cidade Velha (Jerusalém);
- A Capela da Ascensão no Monte das Oliveiras;
- Túmulo da Virgem Maria no Vale do Getsêmani;
- A Igreja da Natividade em Belém.

O Patriarcado Armênio também tem jurisdição sobre as comunidades apostólicas armênias na Palestina, Israel e Jordânia. As igrejas armênias com jurisdição plena são:
- A Igreja de Santo Elias em Haifa;
- A Igreja de São Nicolau em Jafa;
- O Mosteiro de São Jorge em Ramla
- A Igreja Armênia de São Tadeu em Amã, Jordânia.

## Patriarca
O Arcebispo Nourhan Manougian, serviu a Igreja Armênia como Grande Sacristão e Vigário Patriarcal, quando foi eleito o 97º Patriarca Armênio de Jerusalém em 24 de janeiro de 2013. Manougian sucedeu o Arcebispo Torkom Manoogian, que morreu em 12 de outubro de 2012 após cumprir 22 anos no cargo. O Patriarca, juntamente com um Sínodo de sete clérigos eleitos pela Irmandade de São Tiago, supervisiona as operações do Patriarcado.